# Тітаренко Оксана Володимирівна
Оксана Володимирівна Тітаренко — старший сержант Збройних сил України, що загинула у ході російського вторгнення в Україну у 2022 році.

## Нагороди
- орден «За мужність» III ступеня (25 березня 2022, посмертно) — за особисту мужність і самовіддані дії, виявлені у захисті державного суверенітету та територіальної цілісності України, вірність військовій присязі, зразкове виконання службового обов’язку[1].